# 音频文件格式

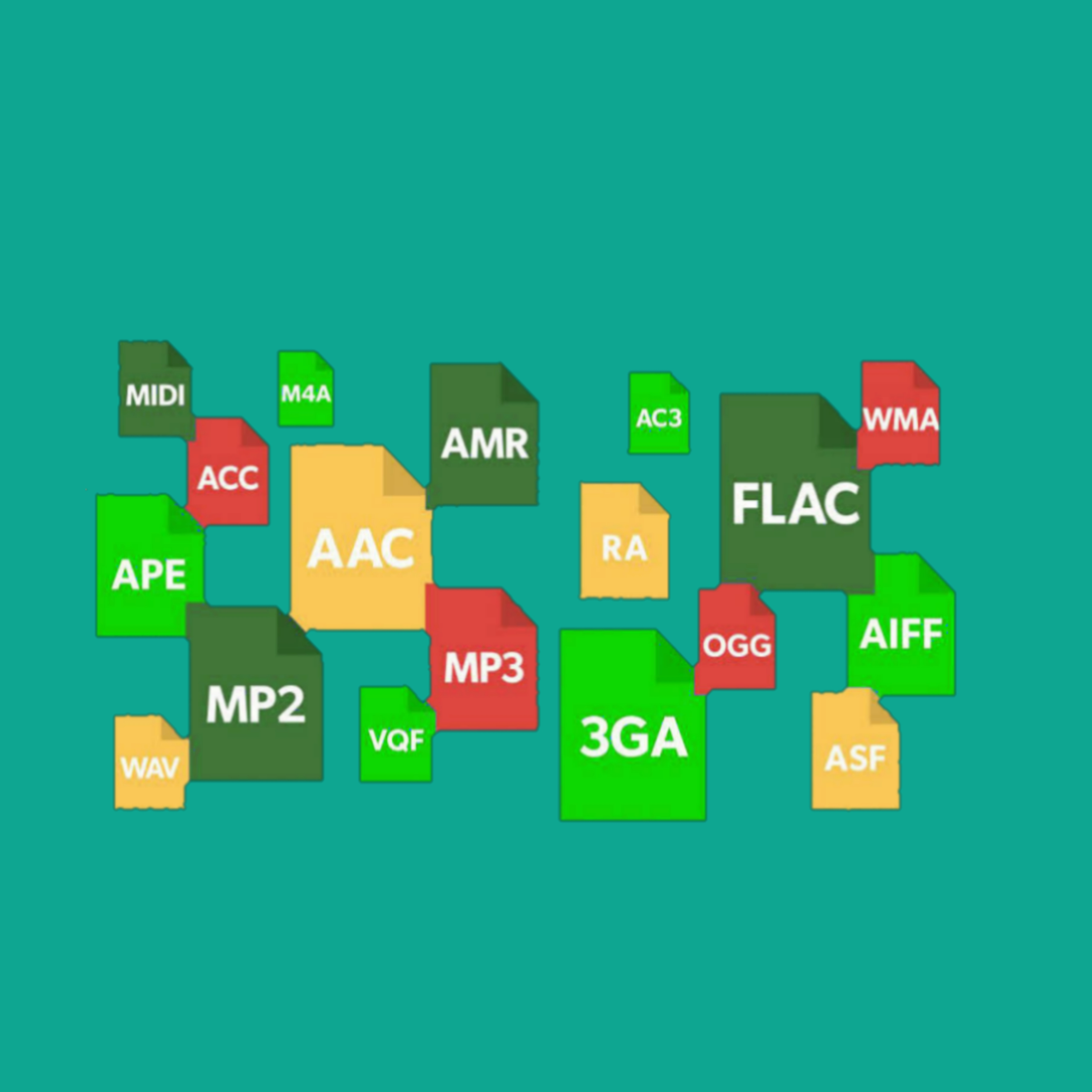
一些音频文件图标

音频文件格式专指存放音频数据的文件的格式。存在多种不同的格式。
一般获取音频数据的方法是：采用固定的时间间隔，对音频电压采样（量化），并将结果以某种分辨率（例如：CDDA每个采样为16比特或2字节）存储。采样的时间间隔可以有不同的标准，如CDDA采用每秒44100次；DVD采用每秒48000或96000次。因此，采样率，分辨率和声道数目（例如立体声为2声道）是音频文件格式的关键参数。
需要分清楚的是音频文件和编解码器不同。尽管一种音频文件格式可以支持多种编码，例如AVI文件格式，但多数的音频文件仅支持一种音频编码。
有两类主要的音频文件格式：
- 无损格式，例如WAV，FLAC，APE，ALAC，WavPack(WV)
- 有损格式，例如MP3，AAC，Ogg Vorbis，Opus

有损文件格式是基于声学心理学的模型，除去人类很难或根本听不到的声音，例如：一个音量很高的声音后面紧跟着一个音量很低的声音。MP3就属于这一类文件。
无损的音频格式（例如FLAC）压缩比大约是2：1，解压时不会产生数据/质量上的损失，解压产生的数据与未压缩的数据完全相同。如需要保证音乐的原始质量，应当选择无损音频编解码器。例如，用免费的FLAC无损音频编解码器你可以在一张DVD-R碟上存储相当于20张CD的音乐。
有损压缩应用很多，但在专业领域使用不多。有损压缩具有很大的压缩比，提供相对不错的声音质量。

## 历史
音频CD格式于1980年由飞利浦公司和索尼公司开发，并于1982年公布，此后很少改动。这种格式定义一首歌存放在一个CDDA文件中，输入采样率为44100次/秒（即44.1kHz），每个采样用16比特数据存储。立体声数据为1.4M比特/秒。
作为比较，MP3格式壓縮比可以為1:12（同样是44.1k赫兹采样率，MP3: 112k比特/秒,CDDA：1.4 M比特/秒）。MP3格式开发始于1987年在德国的Fraunhofer IIS，历时4年，其间经历了算法的改进和音质提高。但是由于硬盘的价格较高，这项技术当时应用很少。
1996年，Winamp1.0版的发布成为MP3格式流行的催化剂。Fraunhofer开始向采用他们的算法的公司索要许可证费用，因此其他替代的免费算法开始被研发。LAME发布于1998年，并于此后成为主要的MP3编码器。最近以来，其它的MP3格式的挑战者包括高级音频编码或者叫AAC（用于苹果公司的iTunes）、Ogg Vorbis（一个无专利的自由编解码器）、Opus（是開放格式，標準定義於IETF RFC 6716，有更低的延遲和更好的聲音壓縮率）。

## 非压缩的数据格式
目前存在多种非压缩数据格式，最流行的是WAV格式。WAV文件的格式灵活，可以储存多种类型的音频数据。对于保存原始的录音数据是一个好的选择。WAV格式是基于RIFF文件格式，RIFF格式与AIFF和IFF格式类似。
BWF（广播声波格式）作为WAV的后继者，是由欧洲广播联盟创建的一种标准音频格式。BWF文件中可以存放元数据。BWF文件也是也是基于RIFF文件格式的，扩展名是WAV。有关其信息参见：欧洲广播联盟：Specification of the Broadcast Wave Format - A format for audio data files in broadcasting（广播声波格式描述-一种广播用音频文件格式）。欧洲广播联盟技术文档3285, 七月1997年。

## 无损压缩的数据格式
- APE（页面存档备份，存于） 庞大的WAV音频文件可以通过Monkey's Audio这个软件进行压缩为APE格式。被压缩后的APE文件容量要比WAV源文件小一半多。[來源請求]通过Monkey's Audio解压缩还原以后得到的WAV文件可以做到与压缩前的源文件完全一致。
- FLAC （页面存档备份，存于） 格式的源码完全开放，而且兼容几乎所有的操作系统平台。它的编码算法已经通过了严格的测试，而且在文件点损坏的情况下依然能够正常播放。该格式不仅有成熟的Windows制作程序，还得到了众多第三方软件的支持。此外该格式是唯一的已经得到硬件支持的无损格式[來源請求]，Rio公司的硬盘随身听Karma，建伍的车载音响MusicKeg以及PhatBox公司的数码播放机都能支持FLAC格式。
- Apple Lossless （页面存档备份，存于） 为苹果的无损音频压缩编码格式，可将非压缩音频格式（WAV、AIFF）压缩至原先容量的40%至60%左右，编解码速度很快。
- WavPack （页面存档备份，存于） 允许用户压缩、取消复原8、16、24、32位元整型以及32位元浮点表示的WAV格式音讯档案，另外它还支援多声道资料流以及非常高的取样频率。另外WavPack引入了一种独特的「混合」模式，它使用一个附加的档案从而也具有了失真压缩的优点。

## 有损压缩的数据格式
- MP3，為ISO／IEC國際標準，是現在最普及的一種數位音訊編碼和有损壓縮格式，幾乎所有的終端和軟件都支援此格式。
- AAC，為ISO／IEC國際標準，是MP3的下一代格式，壓縮比MP3更高音質更好的音訊壓縮演算法，因此得到了眾多公司的支持。
- Vorbis，Xiph.Org基金會開發，自由軟件和沒有專利的編解碼器；能夠完整保留20kHz下音質細節，採用可变比特率（VBR），動態調整比特率達到最佳的編碼效果。
- Opus，Xiph.Org基金會開發，IETF標準的開放格式，是Vorbis下一代格式，用單一格式包含聲音和語音，具有低延遲特性，適用於網路上的即時聲音傳輸。

## 多声道格式
从九十年代起，影院开始将音响系统升级为环绕声系统，它可容纳2个以上的声道。环绕声系统中最流行的是杜比数字（Dolby Digital）系统（或称AC-3）和 数位影院系统（Digital Theater Systems，DTS）。這两种编解码器都是受版权保护的，其编码器和解码器须支付许可证费用才能获得。最流行的多通道格式叫做5.1，意思是5个环绕声道（左前、前中、右前、左后和右后）和一个低重音声道（因为人的耳朵无法区分低频率声音传来的方向）。